# بيتر ويث
بيتر ويث (بالإنجليزية: Peter Withe)‏ من مواليد 30 أغسطس 1951  ولد في ليفربول، و هو لاعب كرة قدم إنجليزي. يلعب كمهاجم. سبق له أن لعب في كأس العالم لكرة القدم مع منتخب بلاده.

## المسيرة الاحترافية

### أندية لعب لها
- نادي ساوثبورت
- وولفرهامبتون واندررز
- برمنغهام سيتي
- نوتينغهام فورست
- نيوكاسل يونايتد
- أستون فيلا
- شيفيلد يونايتد

## روابط خارجية
- بيتر ويث على موقع الاتحاد الأوربي (الإنجليزية)
- بيتر ويث على موقع قاعدة بيانات كرة القدم.إي يو (الإنجليزية)
- بيتر ويث على موقع ليكيب (الفرنسية)
- بيتر ويث على موقع ناشيونال فوتبول تيمز (الإنجليزية)
- بيتر ويث على موقع Soccerbase.com (لاعب) (الإنجليزية)